# George Stoneman
George Stoneman, Jr. (8 août 1822 – 5 septembre 1894) est un officier de carrière de l'armée des États-Unis qui a servi dans l'armée de l'Union en tant que général de cavalerie au cours de la guerre de Sécession. Il est gouverneur de Californie entre 1883 et 1887.

## Avant la guerre civile
Stoneman est né dans la ferme familiale à Busti, dans l'État de New York. Il est l'ainé de dix enfants. Ses parents sont George Stoneman Sr., bucheron et juge de paix, et Catherine Rebecca Cheney. Il étudie à la Jamestown Academy et entre à l'académie militaire de West Point en 1846. Son camarade de chambre est Thomas J. "Stonewall" Jackson, le futur général confédéré. Sa première affectation est pour le 1st U.S. Dragoons, basé dans l'Ouest et en Californie. Il est le quartier-maître du Mormon Battalion au cours de son déplacement entre Fort Leavenworth et San Diego. Il combat au cours des guerres indiennes. Il est promu capitaine dans le 2e de cavalerie en mars 1855 et est principalement cantonné au Texas jusqu'en 1861.

## Guerre de Sécession

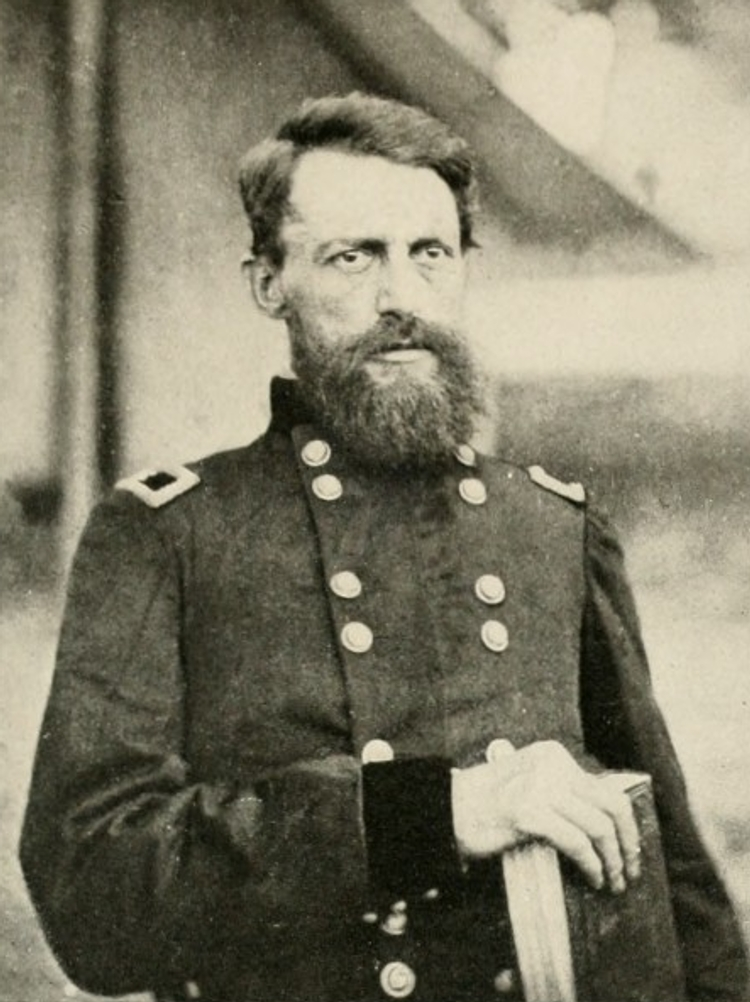
Le général George Stoneman.

Au début de la guerre de Sécession, Stoneman commande Fort Brown au Texas, et refuse d'obéir aux ordres du major général David E. Twiggs de se rendre aux autorités de la Confédération. Il s'échappe vers le nord. Il est nommé major dans le 1er de cavalerie puis adjudant auprès du major général George B. McClellan en Virginie de l'ouest. Lorsque la cavalerie de l'Armée du Potomac fut organisée, il en prit le commandement avec le titre de « Chief of Cavalry ». Il est promu brigadier général le 13 août 1861. Il est en désaccord avec McClellan au sujet de l'usage de la cavalerie dans les campagnes, celle-ci étant utilisée par petits groupes pour soutenir l'infanterie. Cette organisation montra ses limites lors de la campagne de la Péninsule et de la bataille des Sept Jours en 1862, au cours desquelles la cavalerie confédérée regroupée sous le commandement du major général J.E.B. Stuart surpassa largement celle de l'Union.
Le 22 novembre 1861, Stoneman épouse Mary Oliver Hardisty à Baltimore. Ils auront quatre enfants.
Après la campagne de la Péninsule, Stoneman prend le commandement de divisions d'infanterie du IIe corps et du IIIe corps. Lors de la bataille de Fredericksburg, Stoneman commande le IIIe corps. Il obtient le grade de major général le 29 novembre 1862. Dans le même temps, le major général Joseph Hooker prend le commandement de l'armée du Potomac. Hooker est un fervent partisan de la stratégie du regroupement de la cavalerie dans un Corps unique et nomme Stoneman à sa tête. La cavalerie « centralisée » peut ainsi mener de longs raids dans les territoires ennemies, détruire et interrompre le ravitaillement, et obtenir des renseignements sur la situation des forces adverses.
Lors de la bataille de Kelly's Ford (17 mars 1863) la cavalerie US réorganisée tient tête aux cavaliers confédérés jusque-là systématiquement vainqueurs.

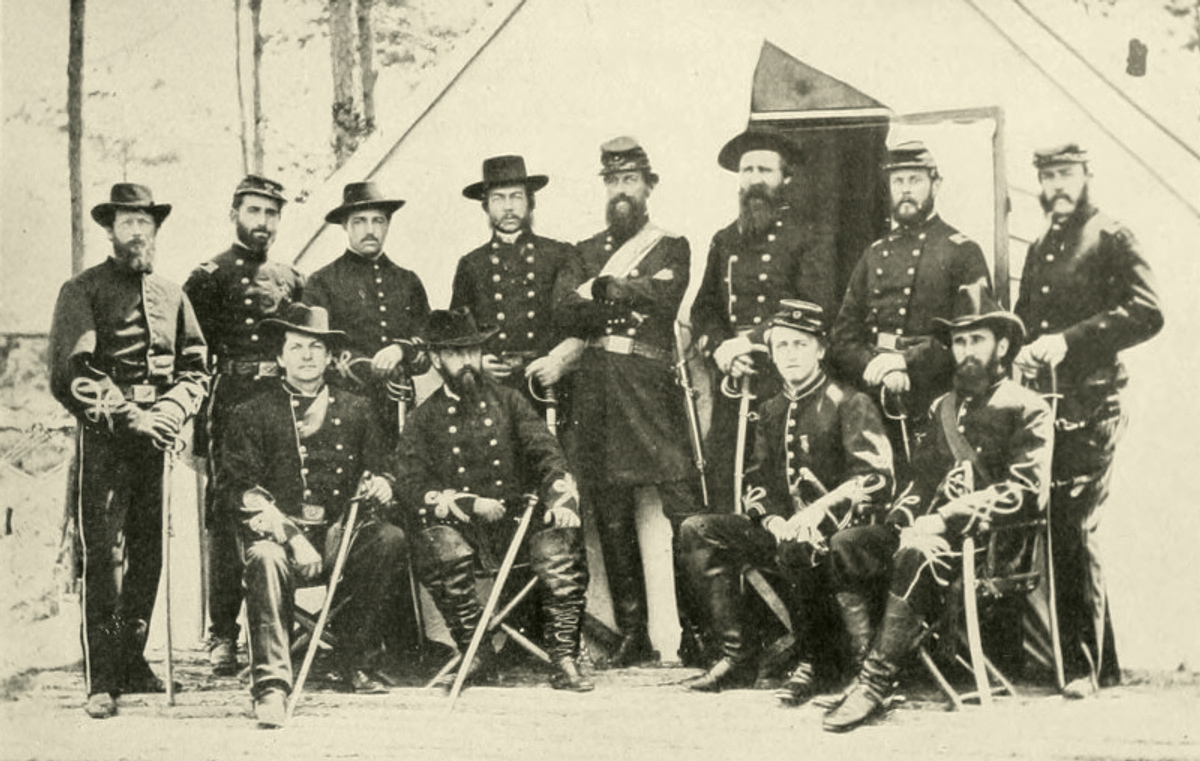
George Stoneman et son état-major en 1863.

Le plan de la bataille de Chancellorsville repose sur ce principe. Hooker attribue à Stoneman un rôle capital : sa cavalerie doit couper les lignes de ravitaillement de l'armée de Robert E. Lee, notamment en détruisant les voies de chemin de fer, pendant que Hooker mène l'assaut principal. Cependant, Stoneman ne fut pas à la hauteur de cette mission ; heureusement Hooker lui avait adjoint un officier énergique : John Buford. Le raid de Stoneman qui emmène le Cavalry Corps prend un bon départ le 13 avril 1863, mais est rapidement embourbé après le passage de la rivière Rapidan. Pendant toute la bataille, Stoneman est quasiment inactif et Hooker le considère comme l'un des principaux responsable de la défaite de l'Union. Il relève Stoneman de son commandement et le renvoie à Washington, ou il doit subir des soins (hémorroïdes chroniques, aggravées par son statut de cavalier). En juillet, il prend la tête de l'U.S. Cavalry Bureau, un travail de bureau. Un grand camp de ravitaillement et d'entrainement de la cavalerie proche du Potomac est nommé Camp Stoneman en son honneur.
À l'été 1864, Stoneman est impatient de reprendre le combat et sollicite un nouveau commandement à son vieil ami, le major général John Schofield. Il obtient de diriger le Cavalry Corps de l'Armée de l'Ohio. Il participe à la campagne d'Atlanta sous les ordres du major général William T. Sherman. Au cours de celle-ci, Stoneman et son aide de camp, Myles Keogh, sont capturés par des soldats confédérés. Il devient ainsi le plus haut gradé de l'Union fait prisonnier de guerre. Il est détenu pendant trois mois.
Stoneman est échangé assez vite à la suite d'une demande personnelle de Sherman aux confédérés. En décembre 1864, il conduit un raid de l'est du Tennessee jusqu'au sud-ouest de la Virginie (voir seconde bataille de Saltville), et a sous ses ordres le nouveau régiment de cavaliers afro-américains, le 5e United States Colored Cavalry.
Il conduit également plusieurs incursions en Virginie et en Caroline du Nord en 1865. Il prend Salem et plusieurs autres villes, détruit Moratock Park (une fonderie confédérée) et, à Salisbury, il capture 1 400 prisonniers. Il réussit presque à capturer Jefferson Davis pendant les combats de Richmond. En juin 1865, il est nommé à la tête du département du Tennessee et administre la ville de Memphis, occupée par l'Union. Des émeutes y éclatent en 1866, car la population ne supporte pas de voir des soldats noirs occuper la ville. Stoneman est critiqué pour son inaction et subit une enquête du Congrès qui le blanchit.

## Entrée en politique

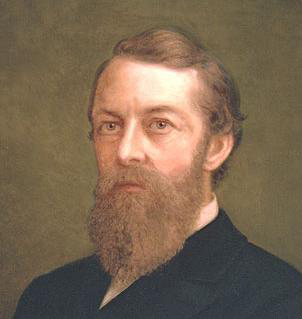
Portrait officiel du gouverneur George Stoneman.

En 1866, Stoneman s'oppose à la Reconstruction et rejoint le Parti démocrate. Administrateur du gouvernement militaire de Petersburg, il se fait remarquer par sa modération par rapport aux autres gouverneurs militaires pendant la Reconstruction, ce qui rend la réconciliation plus aisée pour les Virginiens. Il prend ensuite le commandement du département de l'Arizona, et établit son quartier général aux Drum Barracks en Californie. Il décide notamment de la fermeture du fort Goodwin, en Arizona, principalement pour des raisons médicales. La manière dont il gère les soulèvements amérindiens est controversée et il est relevé de son commandement en mai 1871.

## Carrière en Californie et décès
Stoneman part en Californie, l'État de ses rêves depuis ses débuts de jeune officier avant la guerre. Avec sa femme, ils s'installent à San Gabriel Valley sur un terrain appelé Los Robles. En 1882, il est élu gouverneur de Californie sous l'étiquette démocrate et occupe ce poste pendant quatre ans. Il n'est pas réinvesti par son parti pour un second mandat. Peu de temps après, sa maison est détruite par un incendie et des rumeurs évoquent la possibilité que cet acte ait été commis par ses ennemis politiques. Stoneman, ruiné et de santé précaire, retourne dans l'État de New York pour y subir des traitements médicaux. Il meurt à Buffalo en 1894 et est enterré dans le Bentley Cemetery de Lakewood.